# Diplococcium verruculosum
Diplococcium verruculosum är en svampart som beskrevs av A.C. Cruz, Gusmão & R.F. Castañeda 2007. Diplococcium verruculosum ingår i släktet Diplococcium och familjen Helminthosphaeriaceae.   Inga underarter finns listade i Catalogue of Life.